# Mar Chiquita (município)
Mar Chiquita é um partido (município) da província de Buenos Aires, na Argentina. Possuía, de acordo com estimativa de 2019, 24.971 habitantes.